# 櫻瀨琥姬
櫻瀨琥姬（日语：／ Ōse Kohime，1972年11月5日—），日本插畫家、漫畫家。出身於岐阜縣。Rig Marge有限公司代表董事。她在新聲社首次亮相。具有獨特的深色配色方案和受慕夏啟發的佈局。

## 作品列表

### 遊戲
- 瑪莉的鍊金工房 ～薩爾布魯克的鍊金術士～（日语：マリーのアトリエ 〜ザールブルグの錬金術士〜）（Gust）
- 悠久之瞳（日语：ククロセアトロ 悠久の瞳）（Sun電子）
- 妖精美少女 ～end of the century～（日语：メルクリウスプリティ）（Interchannel）
- 暴走公主（日语：暴れん坊プリンセス）（開發：Alfa System（日语：アルファシステム），發行：角川書店、ESP（日语：ESP (ゲーム会社)））

### 小說封面、插圖
- 瑪莉的鍊金工房（著：工藤治，〈電擊文庫〉刊）
- 悠久之瞳（著：工藤治，〈電擊文庫〉刊）
- 暴走公主（著：細江廣美（日语：細江ひろみ）、桝田省治，〈角川Sneaker文庫〉刊）
- 荷莉的筆記（日语：ホーリィの手記）（著：加藤寬紀（日语：加藤ヒロノリ），〈富士見Fantasia文庫〉刊）
- 狼塔（著：塔尼斯·李（英语：Tanith Lee），產業編輯中心（日语：産業編集センター）刊）
- 魔域幽靈外傳 泪泪篇 沒有盡頭的春天（著：嬉野秋彥（日语：嬉野秋彦），〈GamestZ文庫（日语：ゲーメストΖ文庫）〉刊）
- 厄運之言子與聖女的迷宮（〈DRAGON NOVELS（日语：ドラゴンノベルス）〉刊）

### 漫畫
- HEART SUGAR TOWN（《Ultra Jump》連載，集英社刊）
- GRANDEEK（日语：GRANDEEK）（《Comic Gum》連載，WANI BOOKS（日语：ワニブックス）刊）
  - GRANDEEK ReeL（《Ultra Jump》連載，集英社刊）

### 卡片插圖
- Monster Collection（開發公司：Group SNE（日语：グループSNE），發行：富士見書房）

### 畫冊等
- 《櫻瀨琥姬畫集 瑪莉的鍊金工房》
- 《櫻瀨琥姬 自選插圖集 萬花筒（Kaleido Scope）》
- 《暴走公主 官方視覺指南》
- 《櫻瀨琥姬畫集 星讀（星盤）》

## 備註
櫻瀨王琥姬因當時正在編撰的雜誌《Gamest》中的印刷錯誤，與《侍魂》的角色王虎一起成為熱門話題。其筆名琥姬取自她的寵物貓的名字，並用她最喜歡的櫻花字符選擇了自己的姓氏。

## 外部連結
- Cotton Candy Cloud （页面存档备份，存于） （日語）—櫻瀨琥姬的官方個人部落格（從舊網站轉移，存于）。
- KOHIME OHSE PORTFOLIO-SITE （日語）—櫻瀨琥姬的作品集網站。